# 벨기에 공주 조제핀샤를로트
벨기에 공주 조제핀샤를로트(프랑스어: Joséphine-Charlotte de Belgique, 1927년 10월 11일 ~ 2005년 1월 10일)는 룩셈부르크의 대공비이다. 벨기에의 레오폴 3세와 스웨덴의 아스트리드 사이에서 장녀로 태어났다. 벨기에 국왕이었던 보두앵과 알베르 2세는 그녀의 남동생들이다. 1964년 시어머니 샤를로트가 장에게 양위하자, 그녀 역시 남편과 함께 즉위하여 대공비가 되었다. 폐암으로 2005년 1월 10일에 77세의 나이로 사망하였다.

## 자녀
1953년 4월 9일 룩셈부르크의 장과 결혼해 3남 2녀를 두었다. 
- 마리 아스트리드(1954-)
- 앙리(1955-)
- 장(1957-)
- 마르가레타(1957-)
- 기욤(1963-)